# 쿤헤제시구

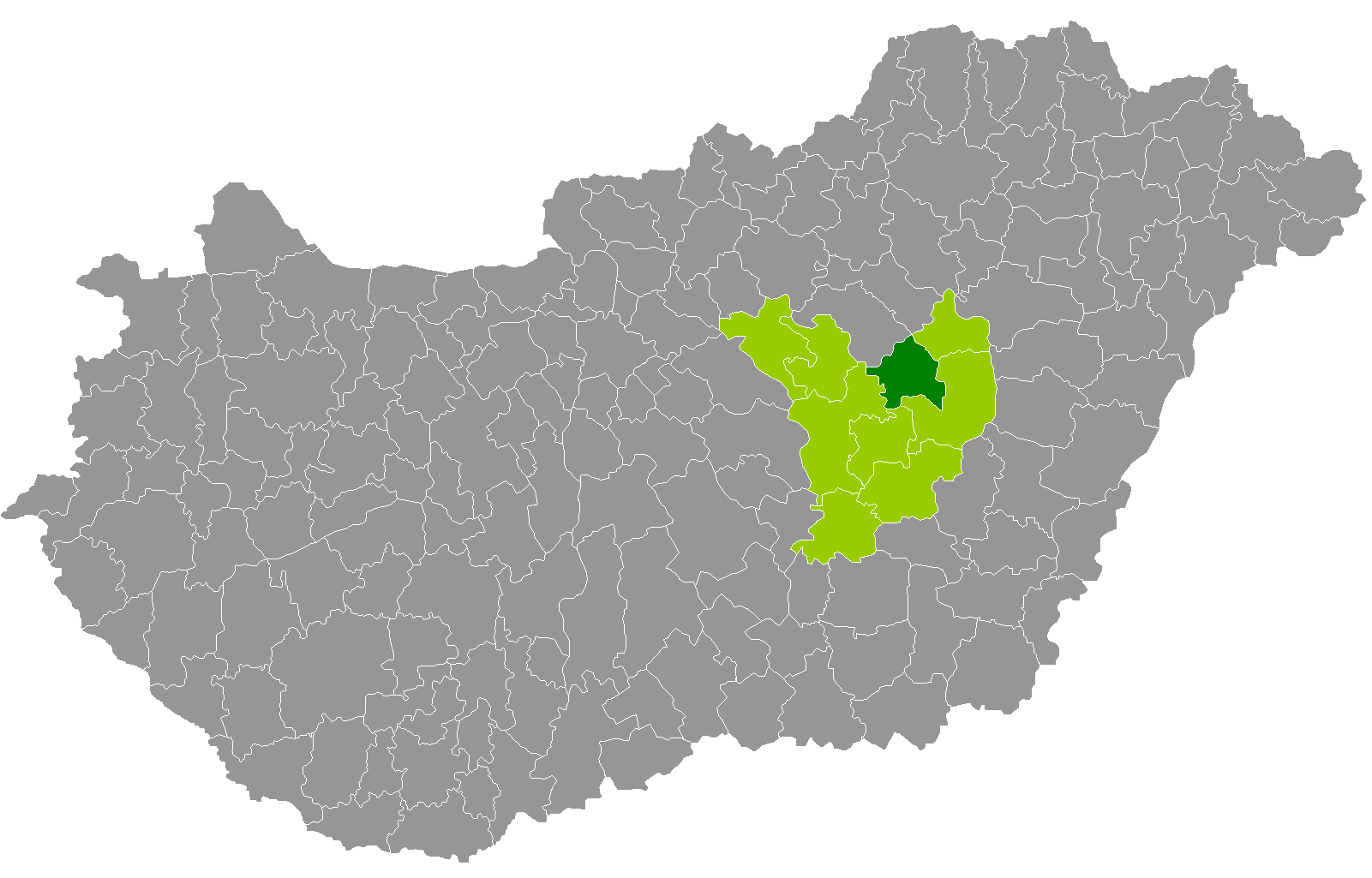
야스너지쿤솔노크주 지도에 표시된 쿤헤제시구의 위치

쿤헤제시구(헝가리어: Kunhegyesi járás)는 헝가리 야스너지쿤솔노크주에 위치한 구로 구청 소재지는 쿤헤제시이며 면적은 464.58km2, 인구는 20,045명(2011년 기준), 인구 밀도는 43명/km2이다.
북서쪽으로는 헤베시주 헤베시구, 북동쪽으로는 티서퓌레드구, 동쪽과 남동쪽으로는 커르처그구, 남쪽으로는 퇴뢱센트미클로시구, 서쪽으로는 솔노크구와 접한다. 7개 지방 자치체(2개 시, 5개 마을)를 관할한다.

구 문장